# Fernando Barreda y Ferrer de la Vega
Fernando Barreda y Ferrer de la Vega nació en Santander en el año 1887, y falleció el 7 de agosto de 1976. Fue licenciado en Derecho por la Universidad de Valladolid, investigador de profesión, y dirigió la alcaldía de Santander durante los años 1928 y 1929.
Además de ser alcalde de la capital cántabra y vicepresidente de la Diputación Provincial, fue presidente del Centro de Estudios Montañeses (1943-1976) en el que desarrolló una importante labor de investigación histórica, presidente de la Sociedad Menéndez Pelayo y del Ateneo de Santander, así como miembro de la Coral de Santander y de la Institución Cultural de Cantabria. También fue académico de las Reales Academias de la Historia, de las Ciencias y de las Artes.
Publicó multitud de artículos, principalmente relacionados con la historia, la cultura, el comercio marítimo y las costumbres de la sociedad montañesa. Muchos de ellos fueron colaboraciones para la revista Las Ciencias, La Revista de Santander, el Boletín de la Biblioteca Menéndez Pelayo, y principalmente la revista Altamira del Centro de Estudios Montañeses. En 1963, junto a Pedro Escalante Huidobro, fue uno de los impulsores del proyecto para que la "Provincia de Santander" pasase a llamarse "Provincia de Cantabria". También resultó pionero en el estudio del Camino de Santiago por Cantabria, labor materializada en su obra póstuma "Rutas jacobeas por Cantabria", publicada en 1993 con la colaboración de Mª del Carmen González Echegaray y José Luis Casado Soto.
| Predecesor: Rafael de la Vega Lamera | Alcalde de Santander 1928 - 1929 | Sucesor: Fernando López-Dóriga |

- Datos: Q5859225